# 3946 Shor
3946 Shor је астероид главног астероидног појаса са средњом удаљеношћу од Сунца која износи 3,088 астрономских јединица (АЈ).
Апсолутна магнитуда астероида је 12,1.